# Revista UFO
UFO é uma revista brasileira sobre ufologia, com periodicidade mensal, fundada em Campo Grande pelo ufólogo paranaense Ademar José Gevaerd e, posteriormente, editada na cidade de Curitiba.
Sua primeira edição foi lançada em março de 1988, sendo considerada a mais antiga publicação do mundo dedicada ao tema dos objetos voadores não identificados.

## História
A revista UFO foi lançada em 1988 por iniciativa de Ademar José Gevaerd, com o objetivo de estabelecer uma publicação regular dedicada à investigação ufológica no Brasil e dar continuidade aos trabalhos editoriais que realizara entre 1985 e 1987, por meio das revistas Ufologia Nacional & Internacional, Parapsicologia Hoje e PSI-UFO.
Gevaerd demonstrava interesse por ufologia desde a juventude, intensificando seus estudos após um fenômeno ocorrido em Campo Grande, no Mato Grosso do Sul. Em 1983, Gevaerd fundou em Curitiba, o Centro Brasileiro de Pesquisas de Discos Voadores (CBPDV), voltado ao estudo sistemático dos fenômenos aéreos não identificados, e funcionando mais tarde, como fonte editorial para a revista UFO, com a impressão à cargo do Grupo Editorial Paracientífico (GEP), atualmente extinto.
Durante os anos 1990, a revista consolidou-se como o principal veículo de divulgação da ufologia no Brasil. Em 1996, cobriu extensivamente o Caso Varginha, e, em 1997, realizou uma entrevista exclusiva com o capitão Uyrangê Holanda, detalhando a Operação Prato.
Ao longo dos anos, a estrutura editorial da revista foi ampliada e passou a participar de eventos e iniciativas ligadas à ufologia, incluindo a abertura de arquivos oficiais. Em 2004, a revista passou a ser publicada regularmente e incluiu, séries temáticas como UFO Especial e UFO Documento.
No ano de 2010, após a exibição de uma reportagem do programa Fantástico, da TV Globo, que questionava a autenticidade de fotografias da Operação Prato, a revista criticou a abordagem da emissora pela ausência de apuração abrangente e publicou, em resposta, uma entrevista com o jornalista Carlos Mendes, que havia acompanhado o caso à época. Em 2019, com o intuito de documentar relatos ufológicos de moradores ribeirinhos, a revista organizou uma expedição à Região Amazônica.
Em março de 2020, a circulação da revista UFO foi temporariamente interrompida em razão da pandemia de COVID-19, encerrando, sua parceria com a Mythos Editora, responsável pelas atividades de impressão e distribuição desde 2001. A revista, mais tarde, passou a ser publicada de forma independente.
Após a morte de Ademar José Gevaerd em dezembro de 2022, a direção da revista passou a seu filho Daniel Gevaerd, e a editoria foi assumida por Thiago Luiz Ticchetti, mantendo a revista com circulação impressa e digital.